# Anypodetus fasciatus
Anypodetus fasciatus (лат.) — вид ктырей рода Anypodetus из подсемейства Laphriinae. Южная Африка.

## Распространение
Южная Африка: Ботсвана, Намибия, ЮАР.

## Описание
Мухи среднего размера. Вид отличается от сородичей мистаксом с длинными, редко расположенными чёрными (самец) или жёлтыми (самка) макрощетинками и более короткими белыми или желтоватыми чередующимися щетинками, а также неокрашенным крылом, густо покрытым микротрихиями. Пульвиллы отсутствуют, скапус с длинными макрощетинками. Взрослые мухи активны с конца весны до конца лета (октябрь-март). В качестве добычи используют кузнечиков. Обнаружены на песчаных дюнах или вблизи них, сидящими на песке или вертикально на низкой растительности.